# Chiesa di Santo Stefano (Arogno)
La chiesa parrocchiale di Santo Stefano è un edificio religioso barocco che si trova ad Arogno.

## Storia
L'origine dell'edificio è cinquecentesca: fu costruito con certezza entro il 1581, quando diventò sede di parrocchia, ma fu modificata sostanzialmente fra il 1625 e il 1688. A questo periodo risale anche la facciata, la cui realizzazione fu completata nel 1661. Un'ulteriore modifica fu apportata tra il 1838 e il 1839, quando alla struttura preesistente fu aggiunta l'abside.

## Descrizione
La chiesa conserva un tabernacolo primocinquecentesco e un altare maggiore in stile neoclassico.
Al 1730 risalgono le decorazioni ad affresco che ornano la cappella dedicata a Sant'Antonio. Al Settecento risalgono anche le pitture presenti nella cupola posta a copertura del coro. Per contro, la cappella dedicata alla Madonna del Rosario è decorata a stucco.